# Jan Michiel Ruyten
Jan Michiel Ruyten ou Jan Ruyten, né le 9 avril 1813, à Anvers et mort dans la même ville le 12 novembre 1881, est un peintre, dessinateur et graveur romantique belge connu pour ses peintures de genre, ses paysages urbains, ses paysages avec personnages et ses peintures d'histoire. Il a été influencé par la peinture romantique hollandaise.

## Biographie
Jan Michiel Ruyten est né à Anvers en 1813 de l'union de Gaspar Ruyten (1782- ), tailleur, puis portier à la Porte rouge, et de Marie Josèphe Cremers (1779-1858), tous deux natifs de Montfort, commune de Roerdael dans le Limbourg néerlandais, et résidant à Anvers.
Il reçoit sa première formation artistique auprès d'Ignace van Regemorter à l'académie royale des beaux-arts d'Anvers. Il peint d'abord des paysages et des tableaux de genre, puis évolue vers des vues de ville. Dès son plus jeune âge, il expose ses œuvres aux Salons de Gand, Bruxelles (1836), et Anvers. 
Ruyten devient en 1840 membre de l'académie royale des beaux-arts d'Anvers. Le peintre de marines et de villes Hendrik Frans Schaefels travaille comme assistant de Ruyten entre 1842 et 1844 dans son atelier à Anvers.
Les élèves de Ruyten à Anvers comprennent : Égide Linnig (1821-1860), Florent Crabeels (1829-1896), Alexander Josephus Thomas Wittevronghel (1824-1901) et Laurent Herman Redig (1822-1861).
Après son service militaire qu'il effectue de 1837 à 1838, Jan Ruyten demeure rue aux chevaux à Anvers. Il quitte régulièrement la Belgique pour se rendre aux Pays-Bas à partir de 1844. Un de ses tableaux est présenté à l'exposition de La Haye en 1845. Aux Pays-Bas, il découvre le travail d'Andreas Schelfhout et de l'élève de cet artiste Wijnand Nuijen, mort prématurément en 1839, ce qui exerce une grande influence dans le choix de ses sujets. (Il est présumé avoir vécu et travaillé à La Haye jusqu'en 1870)[réf. souhaitée]. Toutefois, sa fille, née de son mariage avec Isabella Francisca Van Son, Caroline naît à Anvers en 1847 et de nombreuses toiles représentant Anvers sont dues à son pinceau dans les années 1850-1875.
En Belgique, Jan Ruyten réalise plusieurs œuvres pour la ville d'Anvers et les présente à l'Exposition universelle de 1878 à Paris. Il meurt en son domicile, rue du marché aux chevaux à Anvers, à l'âge de 68 ans, le 12 novembre 1881.

## Œuvres

### Sujets
Jan Michiel Ruyten peint des scènes de genre, des paysages avec des personnages, des paysages d'hiver, des paysages urbains, des plans d'eau, des marines, des sujets historiques, des scènes avec des personnages et des vues architecturales. Alors qu'au départ il peignait principalement des paysages urbains, lors de sa résidence aux Pays-Bas, il s'est inspiré du travail d'Andreas Schelfhout et de Wijnand Nuijen pour élargir son champ pictural et peindre des vues de rivières, des ports et des scènes de glace. Malgré l'influence hollandaise sur ces œuvres, il a réussi à conserver son originalité. Jan Michiel Ruyten est de la même génération que l'éminent peintre d'histoire belge Henri Leys et a été dans une certaine mesure influencé par cet artiste.
Ruyten a peint à l'huile, ainsi qu'à l'aquarelle. Ruyten a été l'un des premiers artistes à utiliser la photographie, médium récemment inventé, pour réaliser ses paysages urbains.

### Sélection d'œuvres
- Marché aux chevaux, salon de Bruxelles de 1836.
- Intérieur de ville, salon de Bruxelles de 1836.
- Vue de ville, salon de Bruxelles de 1839.
- Le Chantier du quartier grec à Anvers, salon de Bruxelles de 1842.
- Une promenade sur l'eau, salon de Bruxelles de 1842.
- Chargement de marchandises sur un traîneau à l'intérieur d'une ville, salon de La Haye de 1845.
- Musiciens itinérants, salon de La Haye de 1849.
- Le Charlatan à une kermesse flamande, médaille de vermeil au salon de Bruxelles de 1848[3].
- L'Arrivée au château, salon de Bruxelles de 1851.
- Hiver, salon de Bruxelles de 1851.
- Réunion galante, 1851.
- La Promenade au port, salon de Bruxelles de 1854.
- L'Ancienne place Sainte-Walburge, 1856.
- Une scène d'hiver à Anvers, 1861.
- Scène de rue en ville avec des femmes discutant, 1863.
- Kermesse de paroisse à Anvers, salon de Bruxelles de 1863.
- Marché aux volailles, salon de Bruxelles de 1863.
- Dans une taverne, conservé au Musée d'art et d'histoire de Rostock.
- Le Canal aux charbons à Anvers en 1875, appartenant à la ville d'Anvers.
- Le Canal des brasseurs à Anvers en 1875, appartenant à la ville d'Anvers.
- L'Hôtel de ville de Bruxelles, 1876.

### Galerie

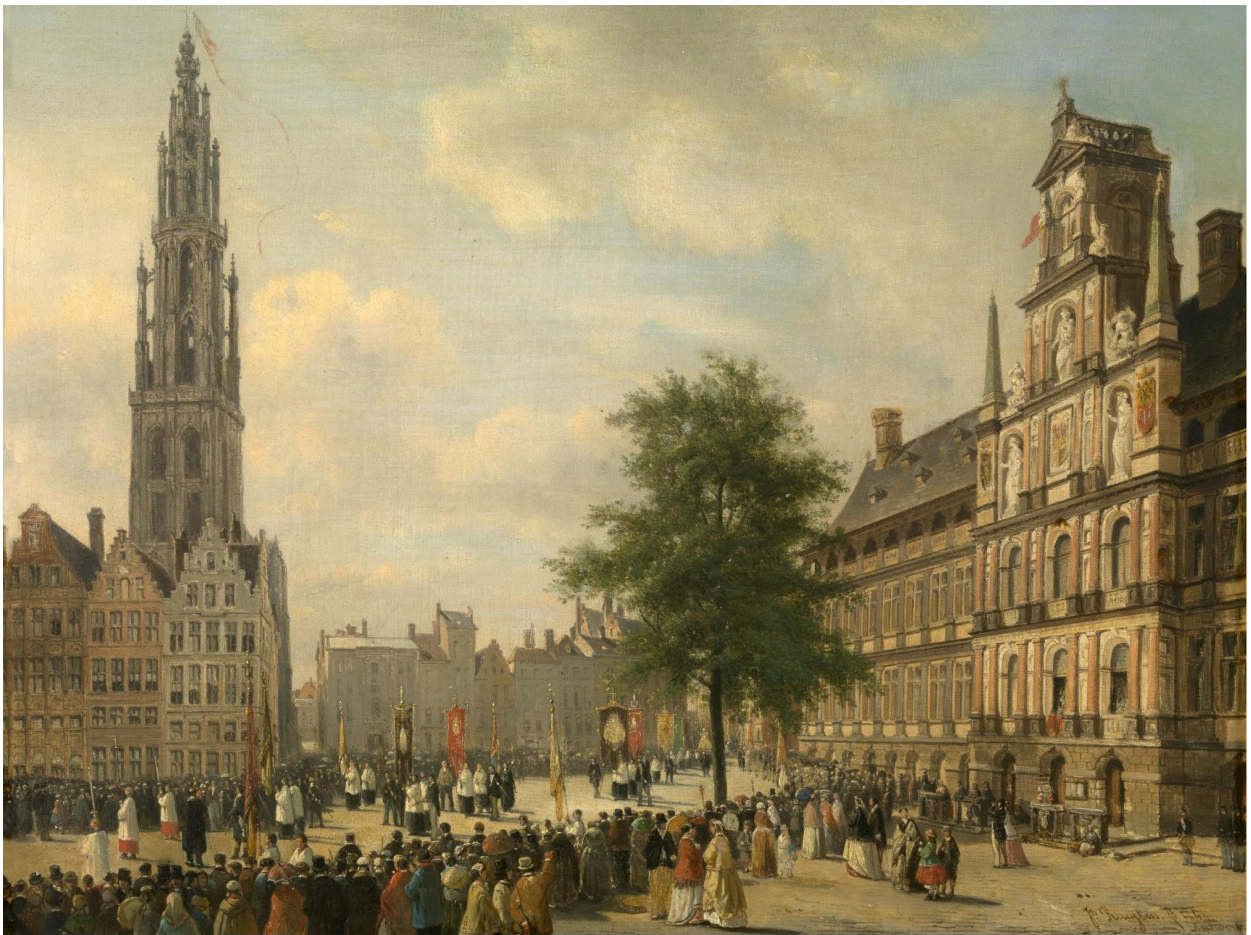
Procession sur la grand-place d'Anvers, musée royal des beaux-arts d'Anvers (1841).
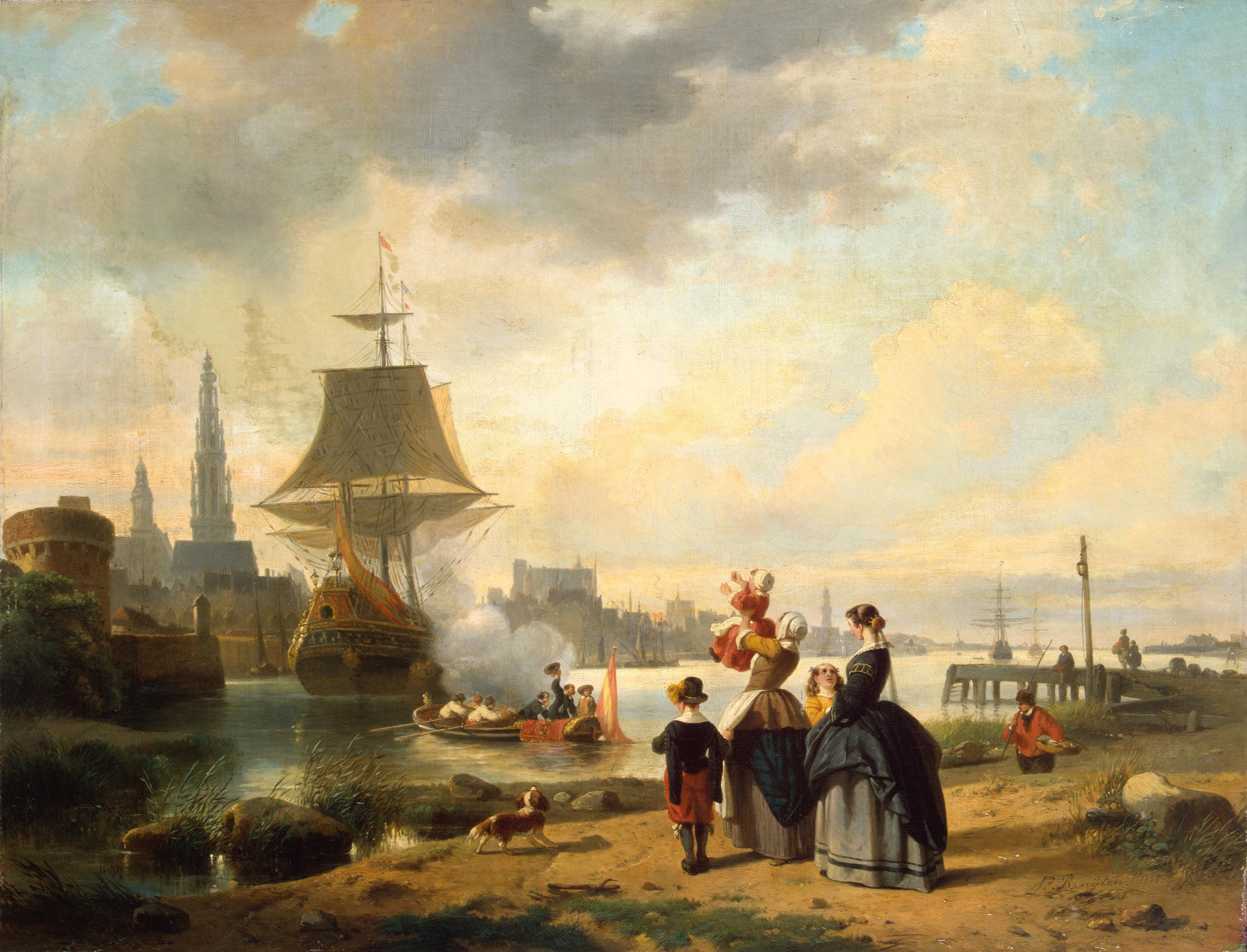
Marine, musée de l'Hermitage, (1856).
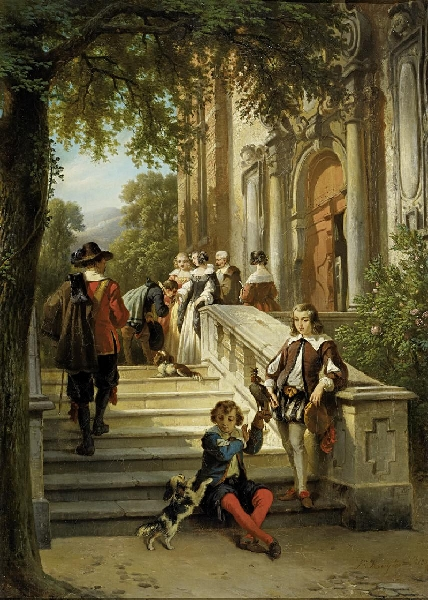
Retour au château après la chasse au faucon (1857).
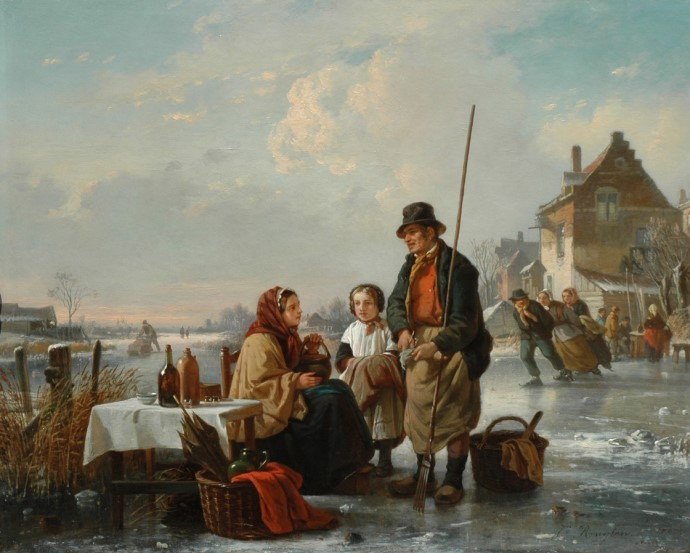
Koek-en-zopie verkoper (1860).
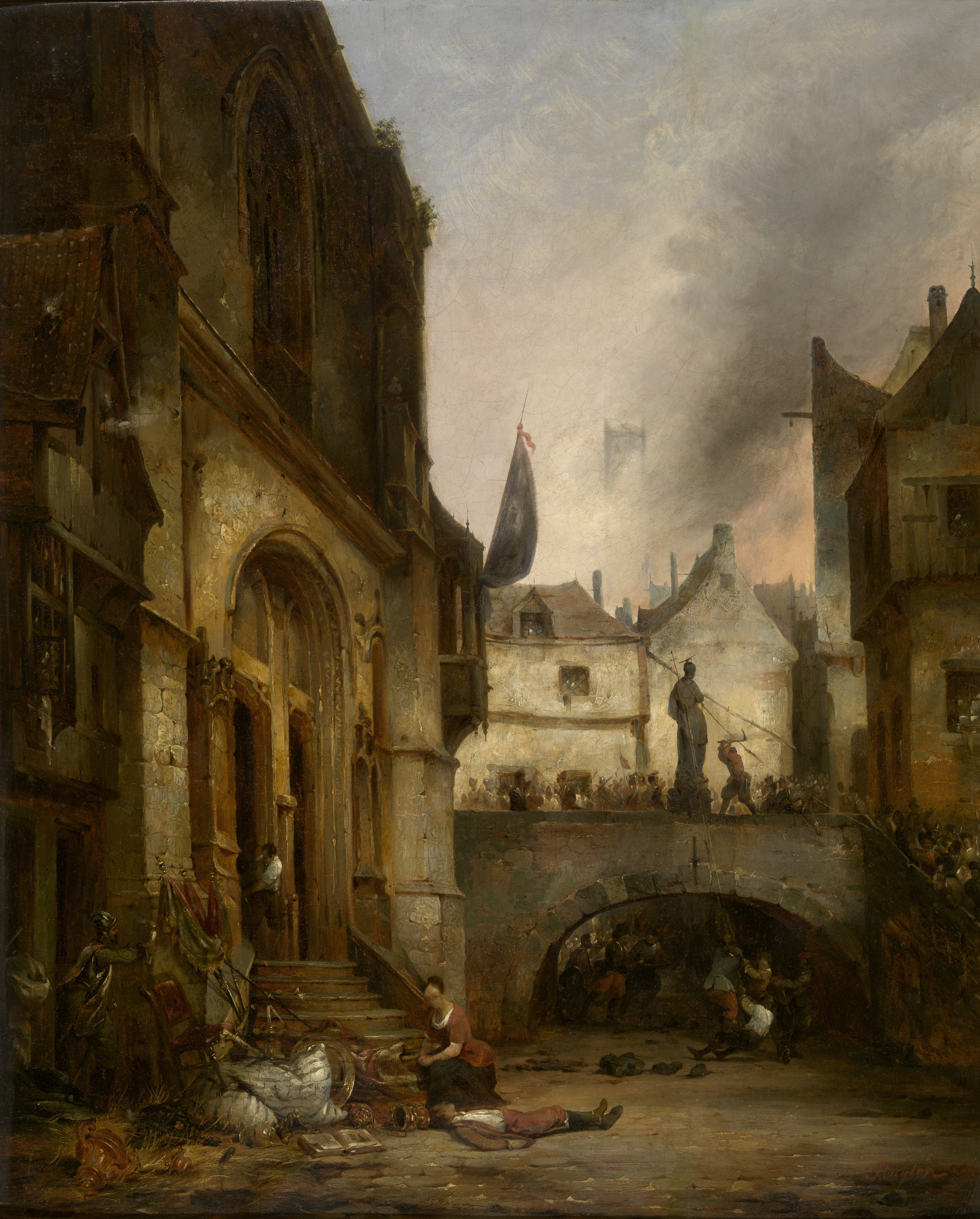
Les iconoclastes, musée Groeninge.
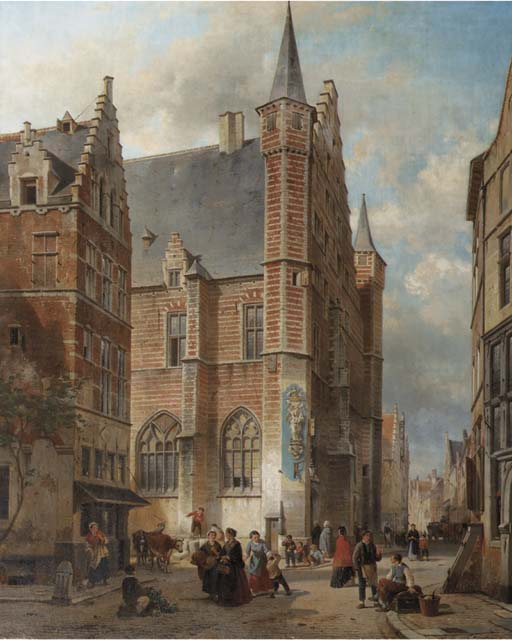
La vie citadine autour de la halle aux viandes à Anvers.